# Nosači helikoptera klase Hyuga
Nosači helikoptera klase Hyūga je naziv za japansku klasu nosača helikoptera koja je dobila ime po japanskom bojnom brodu Hyuga. Planirana je izgradnja barem dva plovila, iako su u planu bila ukupno četiri. Sastavljanje prvog nosača je počelo 11. svibnja 2006., porinut je 23. kolovoza 2007., a uveden je u uporabu 18. ožujka 2009. godine. Sastavljanje drugog nosača počelo je u 30. svibnja 2008., porinut je 21. kolovoza 2009., a stavljen u službu 16. ožujka 2011. godine. Nasljednik klase Hyuga je klasa Izumo.
Nosači helikoptera klase Hyūga su zamijenili razarače klase Haruna. Primarna zadaća nosača klase Hyūga je protupodmornička borba. Nosači imaju dva dizala koja dižu helikoptere iz zatvorenog hangara koji se nalazi ispod palube na palubu. Uobičajena eskadrila se sastoji od tri protupodmornička SH-60K helikoptera i jednog MCH-101. Nosač može nositi najviše 11 helikoptera i ne može nositi standardne vojne mlazne zrakoplove zato što nema ugrađen nikakav katapult niti ostalu opremu potrebnu za takve zrakoplove. Međutim na njemu su potrebne samo manje izmjene kako bi se u budućnosti mogao opremiti s V/STOL zrakoplovima.
Nosač je naoružan s jednim 16-čelnim Mk.41 vertikalnim lanserskim sustavom s kombinacijom ESSM zemlja-zrak projektila i ASROC protupodmorničkih projektila. Sustav navođenja projektila može navoditi više projektila istodobno na različite ciljeve. Ostalo naoružanje uključuje Phalanx CIWS za samoobranu i dvije trostruke 324 mm torpedne cijevi.

## Početak razvoja
Poslijeratna podjela svijeta na dva međusobno vojno i ideološki suprotstavljena bloka, ali i nevjerojatan rast japanske ekonomije promovirali su Japan u najvažnijeg američkog saveznika u Aziji. Daleko od američkog tla, ali u neposrednoj blizini SSSR-a, Kine i Sjeverne Koreje, Japan je zapravo postao "nepotopljivi američki nosač zrakoplova" i prirodna brana širenju ruskih i kineskih pomorskih ambicija prema jugoistoku kontinenta. Pragmatična američka politika i ekonomske mogućnosti omogućile su Japanu da u sklopu dopuštenog postotaka ulaže golema financijska sredstva u modernizaciju i opremanje svojih Samoobrambenih snaga, posebice u njihovu pomorsku komponentu. Takva politika dovela je do stanja da mnogi eminentni vojno-pomorski stručnjaci smatraju JMSDF najboljim pomorskim snagama poslije američke mornarice, bez obzira na to što ne raspolažu nuklearnim oružjem. Posljednja dva desetljeća obilježena su golemim rastom ekonomske, političke i posebno vojne moći Kine. Kineska vojna brodogradnja je napredovala u tolikoj mjeri da danas kineska brodogradilišta grade sve vrste vojnih plovila od raketnih čamaca do amfibijskih nosača helikoptera (LHD). U kineskim brodogradilištima trenutačno se oprema jedan od bivših sovjetskih "ski-jump" nosača Varjag, a sve svjetske agencije donijele su vijest da je kineski vojni vrh donio odluku o izgradnji prvog domaćeg nosača letjelica na nuklearni pogon od 90 000 tona deplasmana (tzv. Projekt 085). Suočene s takvom situacijom, koja se dodatno komplicira povratkom Rusije na veliku scenu, ali i s potrebom osiguranja sve većih izdataka za vojni proračun i troškove vojnog angažmana u Iraku i Afganistanu, SAD su konačno dopustile Japanu da ostvari jednu od svojih dugogodišnjih želja - nosač letjelica. Još iz vremena kada je hladni rat bio na svom vrhuncu, sredinom 60-ih godina prošlog stoljeća, iz japanskih vojnih vrhova tražili su izgradnju lakog 10 000 tonskog nosača helikoptera. Američka vojno-nadzorna agencija čak je odobrila taj plan, koji se trebao realizirati uz djelomično američko financiranje projekta. Zbog otpora japanske javnosti i nedovoljne financijske potpore projekt je bio uskoro odbačen. Slična priča se ponovila i 1983. godine. Tada je bila aktualna ideja o izgradnji nosača helikoptera od 20.000 tona deplasmana, koji bi bio sposoban ukrcati 20 helikoptera ili 20 VTOL zrakoplova tipa Harrier. Ovaj put ideja nije realizirana zbog velikog otpora američke mornarice. U to je vrijeme američka mornarica imala sasvim dovoljan broj mornaričkih paluba za izvođenje zračnih udara na sovjetsku flotu, ali su joj nedostajali suvremeni razarači. Japanski planovi o izgradnji malog nosača helikoptera ponovo su odbačeni, a umjesto njega izgrađeni su razarači klase Haruna i Sharane, sposobni za ukrcaj samo 2-3 ASW helikoptera.

## Razvoj
Takva situacija nije obeshrabrila Obrambenu japansku agenciju (odnosno japansko ministarstvo obrane). Od sredine 80-ih godina prošlog stoljeća ponovo jačaju snage u japanskoj vojsci i mornarici koje zagovaraju izgradnju nosača letjelica. Budući da je ustav kategoričan u pogledu posjedovanja "ofenzivnog nosača zrakoplova", pravni eksperti iznašli su rješenje u prekategorizaciji klase broda. U prosincu 2000. godine japanska vlada potvrdila je prijedlog srednjoročnog programa razvoja (SPR) JMSDF u razdoblju od 2001. do 2005. godine. Planom je bilo predviđeno ulaganje 25.160 milijardi jena (223,6 milijardi dolara) u spomenutom petogodišnjem razdoblju.
Svakako najvažnija stavka spomenutog SPR-a bila je izgradnja dvaju protupodmorničkih nosača letjelica. Zbog političkih razloga projekt je preklasificiran u "razarač - nosač helikoptera". Brodovi su trebali imati puni deplasman do 20.000 tona i imati cijenu oko 100 milijardi jena po komadu (1,06 milijardi dolara). Prilikom prvog predstavljanja novog projekta javnosti, predstavljen je neobičan dizajn koji je predviđao zapovjedni most i nadgrađe na sredini dužine broda, koji je sletnu palubu dijelio na pramčani i krmeni dio. Projekt neobičnog dizajna izazvao je brojne polemike kako u samom Japanu tako i izvan njega, što je imalo za posljedicu otkazivanje gradnje. U međuvremenu je modificiran SPR pa su prednost u realizaciji dobili projekti proturaketne zaštite i izgradnja satelitske komunikacijske mreže. Zbog toga je Obrambena agencija (JMO) izašla pred japansku vladu koncem 2004. godine s prijedlogom potpuno novog koncepta spomenutog nosača. Novi prijedlog predviđao je klasični oblik standardnog nosača, s karakterističnim nadgrađem, tzv. otokom na desnoj strani prostrane poletno-sletne palube, i vrlo snažni oružno-senzorski paket opreme. Novi projektni program dobio je kodnu oznaku 16 DDH (broj 16 se odnosi na šesnaest godina vladavine dinastije Heisei po japanskom kalendaru).
Prekvalifikacija klase brodova iz političkih ili nekih drugih razloga, nije neki poseban svjetski novitet. Još davnih 30-ih godina XX. stoljeća, do savršenstva su je doveli upravo imperijalistički Japan i nacistička Njemačka izigravajući odrednice Washingtonskog sporazuma iz 1922. godine. Poslije II. svjetskog rata takvoj "tehnici" pribjegavali su u bivšem SSSR-u, kada su svoje nosače zrakoplova preklasificirali u krstarice - nosače helikoptera da bi ih kroz Bospor i Dardanele izvukli iz smrtonosne klopke Crnog mora na kojemu su bili izgrađeni. Britanci su svojedobno također svoje lake nosače zrakoplova klase Invincible prvo klasificirali kao "krstarice s otvorenom helikopterskom palubom". Poslije su na njih ukrcali Harriere. Sredinom sedamdesetih godina, američka mornarica je dvije klase DLG (lakih raketnih razarača klase Leahy i Sterett) preklasificirala u raketne krstarice (CG). Zbog sličnih političkih i drugih razloga, bivša SFRJ je lake fregate klase Koni dodatno naoružala SSM projektilima i potom ih prozvala velikim ophodnim brodovima.
Izgradnja prvog iz serije od planirana četiri broda projekta 16 DDH (2 + 2) započela je polaganjem kobilice za DDH 181 Hyuga 11. svibnja 2006. na navozu brodogradilišta Ishikawajima-Harima Heavy Industries Marine United u Yokohami. Nakon nešto manje od 15 i pol mjeseci gradnje, Hyuga je porinuta u more na spomenutoj svečanosti 23. kolovoza 2007. Ime koje je dobila pri svom porinuću tek je simboličan pokazatelj da nova Hyuga nije tek običan razarač, bez obzira na to koliko moderan bio. Novi DDH 181 dobio je svoje ime po starom bojnom brodu imperijalne carske mornarice (HIJMS) Hyuga, izgrađenom 1918. godine. Bio je to brod duljine 212 m, širine 33 m i 39.000 tona punog deplasmana, naoružan s 12 glavnih topova kalibra 305 mm. Poslije bitke kod Midwaya rekonstruiran je i pretvoren u hibridni bojni brod - nosač hidrozrakoplova. Nije sudjelovao u borbenim akcijama kao ni njegov blizanac Ise, a njihova jedina vrijednost bila je u tome što su služili kao mamac za zrakoplove s američkih nosača, koje su dočekivali iznimno snažnim protuzrakoplovnim topništvom. Prema tvrdnjama iz japanskog mornaričkog vrha, nova Hyuga je ponajprije namijenjena za provođenje protupodmorničke borbe (ASW), osiguranje desantnih aktivnosti, logističko-humanitarnu potporu kod prirodnih i tehničkih katastrofa i incidenata uz istodobno omogućavanje zapovjedno-nadzornih funkcija kako unutar združenih snaga JMSDF tako i u združenom djelovanju s američkom mornaricom.

### Brodovi u klasi
| Oznaka  | Naziv         | Kobilica položena | Porinut            | Uveden u službu  | Matična luka |
| ------- | ------------- | ----------------- | ------------------ | ---------------- | ------------ |
| DDH-181 | Hyūga (16DDH) | 11. svibnja 2006. | 23. kolovoza 2007. | 18. ožujka 2009. | Yokosuka     |
| DDH-182 | Ise (18DDH)   | 30. svibnja 2008. | 21. kolovoza 2009. | 16. ožujka 2011. | Kure         |

## Opis
DDH 181 Hyuga odlikuje se duljinom između okomica od 197 m, odnosno širinom od 35,5 m na najširem dijelu krmenog dijela sletne palube (sa zaštitnom mrežom). Prema deklaraciji brodograditelja iz yokohamskog brodogradilišta, standardni deplasman Hyuge iznosi 13.500 tona, dok je puni deplasman deklariran na 18.000 tona. Pri punom deplasmanu gaz Hyuge iznosi 7 m.
Dizajn broda koji je JMSDF nazvala primarno razaračem, a tek sekundarno nosačem, već na prvi pogled odaje da je zapravo riječ o malom nosaču letjelica kakvi već odavno plove u ratnim flotama Italije, Španjolske, Velike Britanije, Južne Koreje i Tajlanda. Odmah treba napomenuti da su sve spomenute ratne mornarice (ni britanska nije iznimka) uvele u službu svoje male nosače prvo kao helikopterske platforme, čija se taktička i strateška vrijednost iz temelja promijenila onog trenutka kada su na njihovim palubama počeli stalno bazirati VTOL lovci - nadaleko poznati Harrieri.
Siluetom broda dominira njegovo 13 m visoko nadgrađe, tzv. otok na njegovu desnom boku. Nadgrađe Hyuge pruža se u duljini od punih 70 m u srednjem dijelu broda, a široko je 10 m, tako da s njegove lijeve strane ostaje slobodan prostor širine 23 m. Neprekinuta poletno-sletna paluba ima površinu nešto veću od 5500 m2 i podijeljena je na tri dijela: pramčani, srednji i krmeni. Na poletno-sletnoj palubi predviđena su četiri mjesta za slijetanje helikoptera. Prva tri sletna mjesta (gledajući od pramca) predviđena su za prijam helikoptera SH-60 J/K, dok je četvrto sletno mjesto na samoj krmi predviđeno za prihvat teškog helikoptera MCH-101. Veza palube i potpalubnog hangara ostvarena je preko dvaju velikih hidrauličkih dizala, koji imaju sposobnost podizanja tereta većeg od 40 tona te još dva manja pomoćna. Teretno dizalo br. 1 ugrađeno je s lijeve strane pramčanog nadgrađa, gotovo u samoj uzdužnici palube i ima površinu od 220 m2 (20 x 11 m). Teretno dizalo br. 2 ugrađeno je iza krmenog dijela nadgrađa. Njegova površina iznosi 260 m2 (20 x 13 m). Ostala dva pomoćna dizala ugrađena su na desnoj strani poletno-sletne palube: jedno na pramcu, paralelno sa sletnom pozicijom br. 1, a drugo na samoj krmi, iza VLS i gotovo paralelno sa sletnom pozicijom za teški helikopter MCH-101. Gotovo u samom desnom kutu krmenog dijela poletno-sletne palube ugrađen je okomiti raketni lanser tipa Mk 41. Treba napomenuti da je ugradnja tog sustava na toj poziciji prilično neobična kako s tehničke tako i s taktičke točke gledišta. U potpalubnom hangaru, prema tvrdnjama japanskih konstruktora, ima mjesta za 11 helikoptera. Brodski hangar za letjelice ima nepravilan oblik. Njegova ukupna duljina iznosi 130 m. Pramčani dio hangara širok je 18,5 m. U srednjem dijelu, iza "dubinske konstrukcije" palubnog otoka, hangar se širi na čak 23 m, a krmeni dio je širok 17,2 m. Pramčani, uži dio hangara dugačak je približno 75 m, a krmeni kombinirani (uži i širi dio) 65 m. Visina hangara u prednjem, užem dijelu iznosi 6 m, a u krmenom dijelu hangara ona je povećana na 7,8 m (zbog smještaja daleko većeg helikoptera MCH-101). Iz dostupnih nacrta lako se dade izračunati da ukupna površina brodskog hangara za letjelice iznosi nešto više od 2600 m2, dok je korisna skladišna površina (umanjena za površinu teretnih dizala) negdje oko 2100 m2.
Nadgrađe broda, gledano sa strane, izgleda prilično masivno. Ponad pramčanog zapovjednog mosta uzdiže se 15-metarski, blago unatrag zakošeni jarbol, na kojem je instalirana navigacijska, signalna i senzorska tehnika. Zanimljivo je da je za nadzor nad krmenim palubnim operacijama, u krmenom nadgrađu konstruiran zapovjedni most gotovo identične veličine kao i onaj pramčani. Između dvaju zapovjednih mostova smješteni su dijelovi nadgrađa u kojima se nalaze usisni odnosno ispušni vodovi propulzijskih strojeva i pomoćnih motora. Slobodni prostor među njima i više je nego dovoljan za smještaj najmanje dva četverostruka lansera protubrodskih krstarećih projektila tipa Harpoon. Velikim metalnim površinama iznad pramčanog i krmenog zapovjednog mosta dominiraju antenske rešetke faznog motrilačkog radarskog sustava FSC-3. Posada nosača se sastoji od 350 članova, ali moguće je prevesti puno više.

## Pogonski sustav
Za DDH 181 Hyuga, japanski konstruktori su odabrali klasičnu COGAG propulziju. Pogonsku konfiguraciju njegova propulzijskog postrojenja čine četiri američke plinske turbine General Electrics tipa GE LM 2500, koje preko dvaju reduktora pokreću dvije propelerske osovine na kojima su ugrađeni peterokraki propeleri fiksnog koraka. Svaka od ugrađenih turbina može razviti više od 25.000 KS, odnosno ukupna instalirana snaga iznosi više od 100.000 KS, tj. više od 74 MW. Prema deklariranim podacima, maksimalna brzina Hyuge trebala bi biti nešto veća od 30 čvorova, što je daleko više od bilo kojega novokonstruiranog amfibijskog broda ili malog nosača letjelica. Premda u dostupnoj dokumentaciji nije specificirano, pretpostavlja se da potrebe za električnom energijom na brodu ovakve konfiguracije i opreme osigurava najmanje 6-8 dizel-generatora ukupne snage 12-15 MW. Stabilnost broda na teškom moru osigurana je s dva para fiksno ugrađenih stabilizatora te dvjema ljuljnim kobilicama.

## Oprema
Budući da ga je JMSDF deklarirala kao razarač-nosač, vrlo je vjerojatno da će Hyuga u bliskoj budućnosti dobiti i SSM komponentu naoružanja. Gotovo sa sigurnošću može se predvidjeti da će to biti jedna od novijih inačica američkog protubrodskog krstarećeg projektila Harpoon. Zasad taj oružni sustav nije deklariran, ali se pomnim pregledom dostupnih materijala mogu naći najave o njegovoj ugradnji - pogotovo što brodsko nadgrađe ima sasvim dovoljan prostor za ugradnju takvog sustava.
Već je prije u opisu konstrukcije broda spomenuta ugradnja okomitog lansirnog sustava (VLS) tipa Mk 41. Na Hyugu je ugrađena inačica s ukupno 16 okomitih saća u koje se mogu smjestiti 64 (16 x 4) proturaketna projektila tipa ESSM (Envolved Sea Sparow Missile) ili proturaketni projektili tipa Standard SM-3.
Bliska proturaketna i protuzrakoplovna obrana broda povjerena je dvama CIWS sustavima Vulkan Phalanx Mk 15. Zavisno od crteža koji su svojedobno dospjeli u javnost, njihov raspored je bio dvojben. Prema prvoj inačici, raspoređeni su na palubnim nadgrađima ispred i iza brodskog otoka tako da svaki od njih pokriva po jednu polusferu (pramčanu i krmenu) od 180o. Prema drugoj inačici, raspoređeni su na desnoj strani samog pramčanog dijela sletne palube i balkona na samom lijevom kraju krme. Zaštitu od asimetričnih prijetnji i eventualnih terorističkih napada u trenucima i na mjestima na kojima i najsofistiraniji sustavi ne mogu pružiti adekvatnu zaštitu povjerena je većem broju ručno upravljivih teških strojnica kalibra 12,7 mm. Vrlo je vjerojatno da će i one u dogledno vrijeme biti zamijenjene automatskim topovima palubne montaže poput MLG 27 i njemu sličnih oružja.
Obrana protiv protivničkih podmornica i mina temelji se na primjeni snažnog panoramskog sonara ugrađenog u konstrukciju pramčanog bulba, protupodmorničkim projektilima-torpedima tipa ASROC te dvama trostrukim torpednim aparatima kalibra 324 mm. Projektili ASROC (njih 12) također su smješteni u VLS Mk 41. Naravno, u kontekstu ASW borbe ne smije se zaboraviti ni uloga helikoptera tipa SH-60J, koje JMSDF masovno upotrebljava za ASW i MCM (mine countremeasure) zadaće.
Srce senzorsko-informatičkog sustava Hyuge čini Mitsubishijev FCS-3 fazni radar i Thalesov nadzorni raketni modul. Fazni radar FCS-3 zapravo je umanjena inačica američkog faznog radara SPY-1 Aegis. Početkom 2005. godine, Mitsubishi Electric Corporation (Melco) i Thales Nederland potpisali su međusobni ugovor o isporuci i integraciji Thalesova nadzornog raketnog modula u Melcov novi FCS-3 radar. Tehnologija ICWI (Interrupted Continuous Wave Ilumination) primijenjena na japanskoj inačici Aegisa omogućava navođenje nekoliko proturaketnih/protuzrakoplovnih raketnih projektila simultano na više ciljeva, uz automatski odabir i procjenu potencijalnih prijetnji. Performanse i mogućnosti Thalesova nadzornog raketnog modula uspješno su demonstrirani na testnim lansiranjima, koje su izvele nizozemska fregata De Zeven Provinciën 2003. i njemačka fregata Sachsen tijekom 2004. godine. Plodonosna suradnja između Mitsubishija i Thalesa nije kratkog vijeka. Ona traje već više od dvadeset godina, a započela je kada su obje kompanije razvijale poznati mornarički WM25 radar za nadzor paljbe. Uz trupno montirani panoramski sonar, Hyuga je opremljena modernim optroničkim sustavima, borbenim data-linkom i Satcom komunikacijama.

## Vanjske poveznice
- http://www.hrvatski-vojnik.hr/hrvatski-vojnik/1902008/hyuga.asp  Arhivirana inačica izvorne stranice od 11. travnja 2009. (Wayback Machine)